# James Bowman
James Thomas Bowman (Oxford, 6 november 1941 – Redhill, 27 maart 2023) was een Britse contratenor. Tijdens zijn carrière zong hij zowel oude muziek als eigentijds. Hij trad op in opera's, oratoria en liedrecitals.

## Loopbaan
Bowman kreeg zijn muzikale opleiding in The King's School in Ely en begon te zingen als koorknaap in de kathedraal van Ely. Hij trok vervolgens naar New College in Oxford. Hij was lid van de koren van New College en van Christ Church.
In 1967 debuteerde Bowman, nog student, tijdens het openingsconcert in de Queen Elizabeth Hall in Zuid-Londen. In datzelfde jaar solliciteerde hij bij de 'English Opera Group' van Benjamin Britten. Hij werd aangenomen voor de rol van Oberon in A Midsummer Night's Dream, een rol die oorspronkelijk voor Alfred Deller werd geschreven en die Bowman gedurende veel jaren heeft vertolkt.
In 1970 trad hij op in Glyndebourne in Francesco Cavalli's La Calisto, in 1971 in de English National Opera in Haendels Semele, en in 1972 in de Royal Opera House Covent Garden in de opera Taverner.  In 1973 zong hij de rol van de 'Voice of Apollo' bij de première van Brittens Death in Venice.
Bowman trad op in talrijke operahuizen: La Scala (Milaan), Amsterdam, Parijs, Aix-en-Provence, Sydney, Verona, Wenen, Straatsburg, Santa Fe, Dallas en San Francisco.
Na een aantal jaren legde hij zich vooral toe op zijn werk als concertzanger, meer dan in opera's. Op uitnodiging van David Munrow trad hij toe tot de Londense Early Music Consort. Van 1967 tot 1976 kende de groep succes, zowel tijdens concerttournees als door opnamen. De dood van Munrow betekende het einde van de groep, maar Bowman bleef samenwerken met vroegere leden, onder wie de klavecinist en dirigent Christopher Hogwood en de luitist Robert Spencer.
In de jaren 1960 zong Bowman ook regelmatig met het koor van Westminster Abbey en nadien jarenlang met het ensemble voor oude muziek Pro Cantione Antiqua. In recitals trad hij vaak op met de luitiste Dorothy Linell en de pianist Andrew Plant.
Bowman specialiseerde zich ook in eigentijdse muziek in het verlengde van zijn activiteiten met Benjamin Britten. Hij zong bij de premières van composities van Geoffrey Burgon, Alan Ridout, Richard Rodney Bennett en Michael Nyman.
In 2011 gaf hij zijn laatste concert in Wigmore Hall (Londen). Nadien gaf hij nog enkele concerten in provinciesteden. Nadat hij tien jaar deel had uitgemaakt van de 'Chapel Royal' in St. James's Palace in Londen, nam hij ook daar afscheid. 
James Bowman werd 81 jaar oud.

## Discografie
Bowman zong in meer dan 180 opnamen bij de grootste platenproducenten. Hij werkte hiervoor met belangrijke dirigenten, onder wie Nikolaus Harnoncourt, Ton Koopman, Frans Brüggen, Christopher Hogwood, John Eliot Gardiner, Roger Norrington en Gustav Leonhardt. Tussen 1988 en 2001 maakte hij veel opnamen voor Hyperion Records samen met The King's Consort en dirigent Robert King, onder meer de oden van Henry Purcell, de seculiere gezangen en de kerkmuziek van Händel, Judas Maccabaeus, de Occasional Oratorio, Deborah, Joseph and his Brethren, Giulio Cesare, Ottone, en Joshua, werk van Schelle, Kuhnau en Knüpfer, en twee soloplaten met aria's van Händel. Bij het twintigste-eeuwse repertoire ging het om onder Ten Blake Songs en Linden Lea van Ralph Vaughan Williams.

## Eerbetoon
- In 1992 werd hij Chevalier des Arts et des Lettres.
- Hetzelfde jaar ontving hij de Eremedaille van de stad Parijs.
- In mei 1992 kreeg hij een eredoctoraat voor muziek aan de Universiteit van Newcastle upon Tyne.
- In 1997 werd hij onderscheiden met het ereteken van CBE (Commander in the Most Excellent Order of the British Empire).
- In november 1998 werd hij Honorary Fellow van New College van de Universiteit van Oxford.
- In december 2006 werd hij beschermheer van de Northamptonshire Choral Foundation.
- Hij was vicepresident van het English Bach Choir.

- Bibsys: 90066782
- Biblioteca Nacional de España: XX870951
- Bibliothèque nationale de France: cb13891765k (data)
- Catàleg d'autoritats de noms i títols de Catalunya: 981058610204506706
- CiNii: DA08387538
- Gemeinsame Normdatei: 12373844X
- International Standard Name Identifier: 0000 0001 2148 2502
- Library of Congress Control Number: n82145608
- Nationale Bibliotheek van Letland: 000086015
- MusicBrainz: 93ee9c63-90d7-4dcb-bd0d-63956dc6175e
- Nationale Bibliotheek van Tsjechië: xx0087232
- Nationale Bibliotheek van Israël: 987007433070505171
- Nationale en Universitaire bibliotheek Zagreb: 000722829
- Nederlandse Thesaurus van Auteursnamen: 071308261
- Réseau des bibliothèques de Suisse occidentale: 02-A003034680
- SNAC: w62f8rwq
- Système universitaire de documentation: 080410219
- Virtual International Authority File: 113841618
- WorldCat: E39PBJg4hwVH8tdPgw9Fwh78md